# Myrtilos

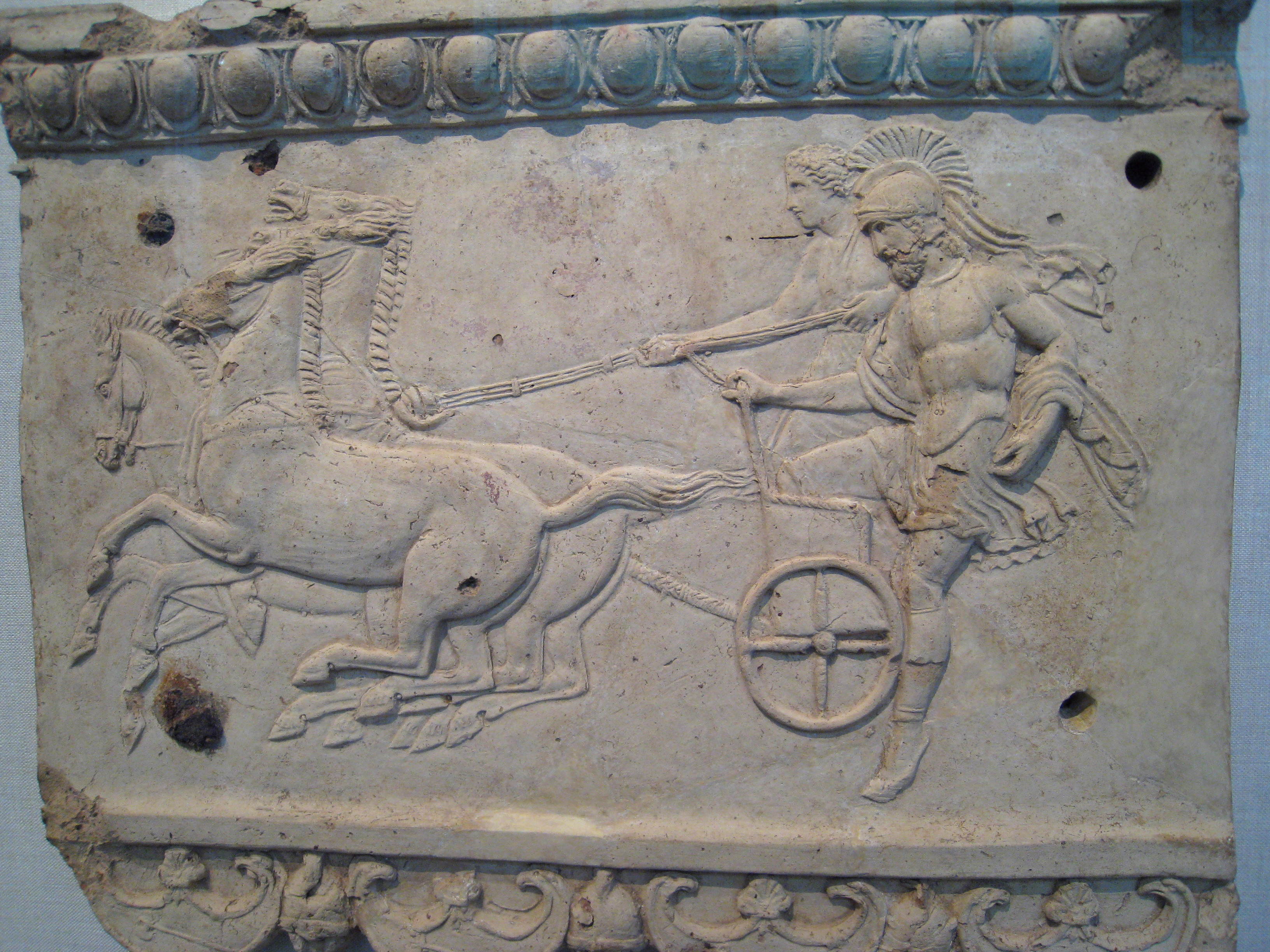
Myrtilos i kappkörning med Oinomaos

Myrtilos (grekiska Μυρτίλος) var i den grekiska hjältesagan en son till guden Hermes. Han var den man som styrde kung Oinomaos vagn i kappkörningen med Pelops och som av denne mutades att lossa en bult i ett av hjulen på Oinomaos vagn, varigenom Pelops segrade. Då Myrtilos som lön fordrade halva riket eller en natt med Hippodameia, Pelops brud, vredgades denne och störtade Myrtilos i det hav som efter honom kallas Myrtoiska havet. Hermes förbittrades över sonens död och väckte ett osläckligt hat mellan Pelopssönerna Atreus och Thyestes, ett hat, som ledde till tragiska brott och förvillelser.
I den grekiska konsten förekommer Myrtilos särskilt på vasbilder.